# هاوارد لیک (مینه‌سوتا)
هاوارد لیک، مینه‌سوتا (به انگلیسی: Howard Lake, Minnesota) یک شهر در ایالات متحده آمریکا است که در شهرستان رایت واقع شده‌است.

## خصوصیات
هاوارد لیک ۵٫۳۱ کیلومترمربع مساحت و ۱٬۹۶۲ نفر جمعیت دارد و ۳۰۹ متر بالاتر از سطح دریا واقع شده‌است.